# Lycia albescens
Lycia albescens là một loài bướm đêm trong họ Geometridae.